# كسوف الشمس 2 يوليو 2038
سيحدث كسوف حلقي للشمس في 2 يوليو 2038. يحدث كسوف الشمس عندما يمر القمر بين الأرض والشمس ، وبالتالي يحجب صورة الشمس كليًا أو جزئيًا عن مشاهد على الأرض. يحدث الكسوف الحلقي للشمس عندما يكون القطر الظاهري للقمر أصغر من قطر الشمس ، مما يحجب معظم ضوء الشمس ويتسبب في أن تبدو الشمس وكأنها حلقة . يظهر الخسوف الحلقي على شكل كسوف جزئي فوق منطقة من الأرض يبلغ عرضها آلاف الكيلومترات.

## الصور
مسار متحرك

## الخسوفات ذات الصلة
كان هناك 7 خسوفات في عام 2038 (الحد الأقصى الممكن) ، بما في ذلك أربعة خسوفات أقل من القمر: 21 يناير ، 17 يونيو ، 16 يوليو ، و 11 ديسمبر .

### كسوف الشمس 2036-2039
هذا الكسوف هو جزء من سلسلة كسوف الشمس 2036-2039. يتكرر الكسوف في كل 177 يومًا تقريبًا و 4 ساعات  في العقد المتناوبة من مدار القمر.
ملحوظة: الكسوف الجزئي للشمس في 27 فبراير 2036 و 21 أغسطس 2036 يحدث في مجموعة خسوف السنة القمرية السابقة.
| مجموعات سلسلة كسوف الشمس من 2036 إلى 2039 | مجموعات سلسلة كسوف الشمس من 2036 إلى 2039 | مجموعات سلسلة كسوف الشمس من 2036 إلى 2039 | مجموعات سلسلة كسوف الشمس من 2036 إلى 2039 | مجموعات سلسلة كسوف الشمس من 2036 إلى 2039 |
| ----------------------------------------- | ----------------------------------------- | ----------------------------------------- | ----------------------------------------- | ----------------------------------------- |
| عقدة تصاعدية                              | عقدة تصاعدية                              |                                           | عقدة تنازلية                              | عقدة تنازلية                              |
| 117                                       | يوليو23, 2036 جزئي                        | 122                                       | يناير16, 2037 جزئي                        |                                           |
| 127                                       | يوليو13, 2037 كلي                         | 132                                       | يناير5, 2038 حلقي                         |                                           |
| 137                                       | يوليو2, 2038 حلقي                         | 142                                       | ديسمبر26, 2038 كلي                        |                                           |
| 147                                       | يونيو21, 2039 حلقي                        | 152                                       | ديسمبر15, 2039 كلي                        |                                           |

### ساروس 137
هي جزء من دورة ساروس 137 تتكرر كل 18 سنة و 11 يوماً وتحتوي على 70 حدثاً.
- بدأت السلسلة بكسوف جزئي للشمس في 25 مايو 1389.
- يحتوي على خسوف إجمالي من 20 أغسطس 1533 حتى 6 ديسمبر 1695 ،
- المجموعة الأولى من الكسوف الهجين من 17 ديسمبر 1713 حتى 11 فبراير 1804 ،
- المجموعة الأولى من الكسوف الحلقي من 21 فبراير 1822 حتى 25 مارس 1876 ،
- المجموعة الثانية من خسوف هجين من 6 أبريل 1894 حتى 28 أبريل 1930
- المجموعة الثانية من الكسوف الحلقي من 9 مايو 1948 حتى 13 أبريل 2507.
- تنتهي السلسلة في العضو 70 ككسوف جزئي في 28 يونيو 2633.

كانت أطول مدة للإجمالي هي دقيقتان و 55 ثانية في 10 سبتمبر 1569.
يحتوي Solar Saros 137 على 55 خسوفًا مظليًا من 20 أغسطس 1533 حتى 13 أبريل 2507 (973.62 عامًا). هذا ما يقرب من ألف عام!
| تحدث أعضاء السلسلة 30-40 بين عامي 1901 و 2100: | تحدث أعضاء السلسلة 30-40 بين عامي 1901 و 2100: | تحدث أعضاء السلسلة 30-40 بين عامي 1901 و 2100: |
| 30                                             | 31                                             | 32                                             |
| ---------------------------------------------- | ---------------------------------------------- | ---------------------------------------------- |
| </img> </br> 17 أبريل 1912                     | </img> </br> 28 أبريل 1930                     | </img> </br> 9 مايو 1948                       |
| 33                                             | 34                                             | 35                                             |
| </img> </br> 20 مايو 1966                      | </img> </br> 30 مايو 1984                      | </img> </br> 10 يونيو 2002                     |
| 36                                             | 37                                             | 38                                             |
| </img> </br> 21 يونيو 2020                     | </img> </br> 2 يوليو 2038                      | </img> </br> 12 يوليو 2056                     |
| 39                                             | 40                                             |                                                |
| </img> </br> 24 يوليو 2074                     | </img> </br> 3 أغسطس 2092                      |                                                |

### سلسلة ميتونيك
تتكرر السلسلة ميتونيك كل 19 عامًا (6939.69 يومًا) ، وتستمر حوالي 5 دورات. يحدث الكسوف في نفس تاريخ التقويم تقريبًا. بالإضافة إلى ذلك ، تتكرر سلسلة أكتون الفرعية 1/5 من ذلك أو كل 3.8 سنوات (1387.94 يومًا). تحدث جميع الكسوفات في هذا الجدول عند العقدة الصاعدة للقمر.
| 21 من أحداث الكسوف ، تتقدم من الجنوب إلى الشمال بين 1 يوليو 2000 و 1 يوليو 2076 | 21 من أحداث الكسوف ، تتقدم من الجنوب إلى الشمال بين 1 يوليو 2000 و 1 يوليو 2076 | 21 من أحداث الكسوف ، تتقدم من الجنوب إلى الشمال بين 1 يوليو 2000 و 1 يوليو 2076 | 21 من أحداث الكسوف ، تتقدم من الجنوب إلى الشمال بين 1 يوليو 2000 و 1 يوليو 2076 | 21 من أحداث الكسوف ، تتقدم من الجنوب إلى الشمال بين 1 يوليو 2000 و 1 يوليو 2076 |
| يوليو1–2                                                                        | أبريل 19–20                                                                     | فبراير5–7                                                                       | نوفمبر24–25                                                                     | سبتمبر12–13                                                                     |
| 117                                                                             | 119                                                                             | 121                                                                             | 123                                                                             | 125                                                                             |
| ------------------------------------------------------------------------------- | ------------------------------------------------------------------------------- | ------------------------------------------------------------------------------- | ------------------------------------------------------------------------------- | ------------------------------------------------------------------------------- |
| يوليو1, 2000 [الإنجليزية]                                                       | أبريل 19, 2004                                                                  | فبراير7, 2008                                                                   | نوفمبر25, 2011                                                                  | سبتمبر13, 2015                                                                  |
| 127                                                                             | 129                                                                             | 131                                                                             | 133                                                                             | 135                                                                             |
| يوليو2, 2019                                                                    | أبريل 20, 2023                                                                  | فبراير6, 2027                                                                   | نوفمبر25, 2030 [الإنجليزية]                                                     | سبتمبر12, 2034                                                                  |
| 137                                                                             | 139                                                                             | 141                                                                             | 143                                                                             | 145                                                                             |
| يوليو2, 2038                                                                    | أبريل 20, 2042                                                                  | فبراير5, 2046                                                                   | نوفمبر25, 2049                                                                  | سبتمبر12, 2053                                                                  |
| 147                                                                             | 149                                                                             | 151                                                                             | 153                                                                             | 155                                                                             |
| يوليو1, 2057                                                                    | أبريل 20, 2061                                                                  | فبراير5, 2065                                                                   | نوفمبر24, 2068                                                                  | سبتمبر12, 2072                                                                  |
| 157                                                                             | 159                                                                             | 161                                                                             | 163                                                                             | 165                                                                             |
| يوليو1, 2076 [الإنجليزية]                                                       |                                                                                 |                                                                                 |                                                                                 |                                                                                 |

### سلسلة اينكس
هذا الكسوف هو جزء من دورة اينكس طويلة الأمد ، يتكرر عند العقد المتناوبة ، كل 358 شهرًا سينوديًا (≈ 10571.95 يومًا ، أو 29 عامًا ناقص 20 يومًا).
مظهرها وخط طولها غير منتظمين بسبب عدم التزامن مع الشهر غير الطبيعي (فترة الحضيض). ومع ذلك ، فإن مجموعات 3 دورات اينكس (87 سنة ناقص شهرين) تقترب (≈ 1،151.02 شهرًا غير طبيعي) ، لذا فإن الكسوف متشابه في هذه المجموعات.
| أعضاء سلسلة اينكس بين عامي 1901 و 2100: | أعضاء سلسلة اينكس بين عامي 1901 و 2100: | أعضاء سلسلة اينكس بين عامي 1901 و 2100: |
| --------------------------------------- | --------------------------------------- | --------------------------------------- |
| 22 نوفمبر 1919 (ساروس 141)              | 1 نوفمبر 1948 (ساروس 142)               | 12 أكتوبر 1977 (ساروس 143)              |
| 22 سبتمبر 2006 (ساروس 144)              | 2 سبتمبر 2035 (ساروس 145)               | 12 أغسطس 2064 (ساروس 146)               |
| 23 يوليو 2093 (ساروس 147)               |                                         |                                         |

### سلسلة تريتوس
هذا الكسوف هو جزء من دورة تريتوس ، يتكرر عند العقد المتناوبة كل 135 شهرًا متزامنًا (≈ 3986.63 يومًا ، أو 11 عامًا ناقص شهر واحد). مظهرها وخط طولها غير منتظمين بسبب نقص التزامن مع الشهر غير الطبيعي (فترة الحضيض) ، لكن التجمعات المكونة من 3 دورات تريتوس (33 عامًا ناقص 3 أشهر) تقترب (≈ 434.044 شهرًا غير طبيعي) ، لذا فإن الكسوف متشابه في هذه التجمعات.[بحاجة لمصدر]
| أعضاء سلسلة تريتوس بين عامي 1901 و 2100 | أعضاء سلسلة تريتوس بين عامي 1901 و 2100 | أعضاء سلسلة تريتوس بين عامي 1901 و 2100 | أعضاء سلسلة تريتوس بين عامي 1901 و 2100 |
| --------------------------------------- | --------------------------------------- | --------------------------------------- | --------------------------------------- |
| 9 سبتمبر 1904 (ساروس 133)               | 10 أغسطس 1915 (ساروس 134)               | 9 يوليو 1926 (ساروس 135)                |                                         |
| 8 يونيو 1937 (ساروس 136)                | 9 مايو 1948 (ساروس 137)                 | 8 أبريل 1959 (ساروس 138)                |                                         |
| 7 مارس 1970 (ساروس 139)                 | 4 فبراير 1981 (ساروس 140)               | 4 يناير 1992 (ساروس 141)                |                                         |
| 4 ديسمبر 2002 (ساروس 142)               | 3 نوفمبر 2013 (ساروس 143)               | 2 أكتوبر 2024 (ساروس 144)               |                                         |
| 2 سبتمبر 2035 (ساروس 145)               | 2 أغسطس 2046 (ساروس 146)                | 1 يوليو 2057 (ساروس 147)                |                                         |
| 31 مايو 2068 (ساروس 148)                | 1 مايو 2079 (ساروس 149)                 | 31 مارس 2090 (ساروس 150)                |                                         |

## روابط خارجية
- www.solar-eclipse.de - متوسط التغطية السحابية والمدن على طول مسار الكسوف
- http://eclipse.gsfc.nasa.gov/SEplot/SEplot2001/SE2038Jan05A. GIF
- http://eclipse.gsfc.nasa.gov/SEplot/SEplot2001/SE2038Jul02A. GIF